# John David Washington
John David Washington (Los Angeles, 28 de juliol de 1984) és un actor i exjugador de futbol americà. Va jugar a l'equip de Morehouse College i va fitxar pel St. Louis Rams com a agent lliure el 2006. Va jugar quatre anys amb els Sacramento Mountain Lions com a corredor.
Com els seus pares (Denzel i Pauletta Washington), va començar una carrera al món de la interpretació. Va formar part del repartiment principal de la sèrie de comèdia d'HBO Ballers (2015–2019). Va interpretar Ron Stallworth a la pel·lícula BlacKkKlansman (2018), dirigida per Spike Lee, que li va valdre nominacions als Globus d'Or i als premis del Sindicat d'Actors de Cinema. Va protagonitzar la pel·lícula Tenet (2020), de Christopher Nolan.

## Biografia

### Infantesa
John David Washington va créixer al barri de Toluca Lake a Los Angeles (Califòrnia). És el més gran dels quatre fills dels actors Pauletta Pearson i Denzel Washington. Quan tenia set anys va aparèixer com un estudiant de Harlem a la pel·lícula Malcolm X de Spike Lee, que va protagonitzar el seu pare.
Va anar en una en l'escola Campbell Hall de Los Angeles, en què va formar part dels equips de futbol, bàsquet i atletisme de pista i camp.

### Carrera esportiva
A l'últim any a Morehouse College, Washington va batre diversos rècords en l'equip de futbol americà de l'escola.
Després de no ser seleccionat per la NFL, va fitxar pels St. Louis Rams el 1r de maig de 2006 com a agent lliure. Va ser alliberat el 31 d'agost del mateix any i al cap de tres dies va ser contractat com a part de l'equip de pràctiques. Va jugar pel Rhein Fire de Düsseldorf (Alemanya), de la NFL Europe, fora de temporada el 2007.
Va ser reclutat pels California Redwoods (que després serien els Sacramento Mountain Lions) de la United Football League el 2009. Va signar-ne el contracte el 18 d'agost. Va continuar a l'equip després que es traslladéssin a Sacramento (Califòrnia) fins al 2012, que la lliga es va acabar abruptament el mes d'octubre.

### Carrera d'actor
Washington va tornar a l'actuació el 2015 amb el paper de Ricky Jerret al drama Ballers. La sèrie va ser ben rebuda per la crítica i va continuar en antena durant cinc temporades fins al 2019. El setembre de 2017 va ser seleccionat per interpretar el protagonista del thriller de Spike Lee BlacKkKlansman, el detectiu Ron Stallworth. La pel·lícula va competir per la palma d'or al Festival de Cinema de Cannes de 2018, on es va estrenar el 14 de maig de 2018. La pel·lícula es va estrenar als Estats Units el dia que feia un any dels fets de Charlottesville. La pel·lícula va ser un èxit comercial i Washington va rebre nominacions als Globus d'Or i als premis del Sindicat d'Actors de Cinema.
El 2018 va aparèixer a Monsters and Men, All Rise i The Old Man and The Gun. El 2020 va protagonitzar la pel·lícula Tenet, de Christopher Nolan.

## Filmografia
| Any          | Títol                        | Paper                            | Notes                                                  |
| ------------ | ---------------------------- | -------------------------------- | ------------------------------------------------------ |
| 1992         | Malcolm X                    | Estudiant de la classe de Harlem |                                                        |
| 1995         | El diable amb un vestit blau | Nen amb un rifle de joguina      | Sense acreditar                                        |
| 2010         | El llibre d'Eli              | N/D                              | Coproductor                                            |
| 2015–2019    | Ballers                      | Ricky Jerret                     | Sèrie de televisió, repartiment principal; 47 episodis |
| 2017         | Love Beats Rhymes            | Mahlik                           |                                                        |
| 2018         | Monsters and Men             | Dennis Williams                  |                                                        |
| 2018         | All Rise                     | Richard «Bobo» Evans             |                                                        |
| 2018         | BlacKkKlansman               | Detectiu Ron Stallworth          |                                                        |
| 2018         | The Old Man and The Gun      | Tinent Kelley                    |                                                        |
| 2020         | Tenet                        | Protagonist                      |                                                        |
| Per anunciar | Born to Be Murdered          | Beckett                          | Post-producció                                         |
| Per anunciar | Malcolm & Marie              | Malcolm                          | Post-producció                                         |

## Premis i nominacions
| Any  | Guardó                                 | Categoria                                         | Treball        | Resultat  |
| ---- | -------------------------------------- | ------------------------------------------------- | -------------- | --------- |
| 2018 | Premis NAACP Image                     | Millor actor secundari en una sèrie de comèdia    | Ballers        | Nominat   |
| 2018 | Premis IMDb STARmeter                  | Estrella emergent                                 | Ell mateix     | Guanyador |
| 2018 | Premis People's Choice                 | Estrella de pel·lícula dramàtica de 2018          | BlacKkKlansman | Nominat   |
| 2019 | Globus d'Or                            | Millor actor en una pel·lícula dramàtica          | BlacKkKlansman | Nominat   |
| 2019 | Premis Satellite                       | Millor actor en una pel·lícula, comèdia o musical | BlacKkKlansman | Nominat   |
| 2019 | Premis del Sindicat d'Actors de Cinema | Millor actor protagonista                         | BlacKkKlansman | Nominat   |
| 2019 | Premis del Sindicat d'Actors de Cinema | Millor repartiment en una pel·lícula              | BlacKkKlansman | Nominat   |